# ハムナプトラ/失われた砂漠の都
『ハムナプトラ/失われた砂漠の都』（ハムナプトラ/うしなわれたさばくのみやこ、原題：The Mummy）は、1999年に公開されたアメリカのアクション映画・ファンタジー映画。スティーヴン・ソマーズ監督・脚本のアドベンチャー映画。1959年に英国ハマー・フィルム・プロダクションが制作した『ミイラの幽霊』（テレンス・フィッシャー監督）に続き、1932年公開の『ミイラ再生』（カール・フロイント監督）の二度目のリメイク作品である。
公開時は、パソコンが一般に普及しつつある頃であり、最新のVFXを全編に取り入れた作品として、日本では注目された。

## あらすじ
今から約3000年前。大神官イムホテップはセティ1世の愛人であるアナクスナムンと恋に落ちる。セティ1世から仲を疑われた2人はとっさに彼を殺害。異変を察知した王の近衛兵が迫る中イムホテップはアナクスナムンを生き返らせることを彼女に約束し逃亡、アナクスナムンは自害する。死者の書を手に、死者の都ハムナプトラへ赴き儀式を行うイムホテップだが、完遂を目前にして王の兵団が乱入。儀式の中断によりアナクスナムンの蘇生は失敗に終わる。部下の僧たちは罰として生きながらミイラにされ、王を殺害し愛人を奪おうとした重罪から主犯格のイムホテップは“その残酷さゆえに一度も行われたことが無い”という禁断の呪い「ホムダイ」にかけられ、石棺に封じ込められた。
それから3000年後の1923年。フランス外人部隊所属のリック・オコーネルは、ハムナプトラにて部隊がトゥアレグ族に敗北、部下のベニーにも見放され、1人で砂漠を放浪するはめになる。3年後、死刑が確定し、カイロ刑務所に服役していたオコーネルの元を、ハムナプトラの場所を知る人物を探していたカイロ博物館に勤務する女性エヴリンとその兄でお宝目当てのジョナサンが訪れ、救い出す。
船でハムナプトラに向かうオコーネル一行は、同じくハムナプトラを目指すアメリカ人のグループと、彼らの案内役として雇われたベニーに遭遇する。途中で謎の組織からの攻撃を受けて船は沈没するも、彼らはハムナプトラに辿り着いた。
敵対しながら発掘作業を進める2つのグループを再び謎の組織が襲い、「去らねば死ぬ」と言い残して去る。そして、アメリカ人達は死者の書とカノプス壺を、エヴリン達は謎の石棺とそこに眠る生乾きの奇妙なミイラを発見する。こっそり拝借した死者の書をエヴリンが解読し音読すると、叫び声をあげるミイラ。イムホテップが蘇ったのだ。
イムホテップは人々の生気を吸うたびに完全復活していき、呪いから復活するとエジプトに10の災いが起きると言われ、蝗の大群の襲撃、火球の落下、日蝕、水が血に染まるなどの異変が次々と起きる。ベニーはイムホテップに仕えることで、生気を吸われることを免れた。オコーネル一行は太古よりイムホテップの復活を防いで来た集団「メジャイ」らと協力し、イムホテップを倒す相談をしている途中、イムホテップはアナクスナムンを復活させる為の生け贄としてエヴリンを選び、連れ去る。
「メジャイ」の指導者アーデスとオコーネル、ジョナサンは再びハムナプトラに向かい、イムホテップを倒す方法が書かれている黄金の書「アムン・ラーの書」を発見する。リックは手下のミイラ達を次々と倒していくなか、ジョナサンは「アムン・ラーの書」を解読しようとする。エヴリンは、甦ったアナクスナムンに襲われる。ジョナサンは必死に書の解読を試みたが、誤ってミイラ衛兵達を呼び出す呪文を読み上げてしまい、召喚してしまった事で更なる窮地に陥らせてしまう。ミイラ衛兵達の襲撃に遭いながらも、どうにかかわしつつ、順調に解読する。最後のコウノトリの文字だけがわからなかったもののエヴリンの力を借りてどうにか解読に成功。間一髪でミイラ衛兵達を味方に付けることに成功し、アナクスナムンはジョナサンの命令によってミイラ衛兵によって殺害される。それに怒り狂ったイムホテップは再度リックに襲い掛かったが、「アムン・ラーの書」を手にしたエヴリンに封印の呪文を唱えられた事でようやく倒された。
イムホテップの目を盗んで財宝を持ち出そうとしていたベニーが、ハムナプトラ諸共崩す罠を起動してしまう。ジョナサンが本を落としてしまうが、彼ら3人はハムナプトラから脱出する。逃げ遅れたベニーはハムナプトラに閉じ込められ、夥しい数のスカラベに襲われて死亡。リック、エヴリン、ジョナサン、アーデスの4人は無事に生還し、ベニーが駱駝に積んだ財宝を持ち帰る。

## キャスト
リック・オコーネル（Rick O'Connell）
演 - ブレンダン・フレイザー
外国人部隊に所属していた勇猛果敢なアメリカ人。性格は好戦的で何をするにも銃で解決しようとするが、冷静な一面もある。戦闘能力はかなり高く、銃や剣、ダイナマイトや肉弾戦などを駆使しながら大勢の敵やミイラなどを蹴散らしている。3年前にハムナプトラ付近での戦闘中に謎の超常現象によって命拾いした。その後、カイロ刑務所に投獄されていたところをエヴリンらに救われ、共にハムナプトラへ向かうこととなる。容姿は整っており、身だしなみを整えて現れたリックを見たエヴリンはときめいていた。その後は彼女と行動を共にし、様々な危機に遭うも、互いに信頼し合えるようになる。アーデスとも友人となり、共に戦うことが多くなる。終盤ではイムホテップの力に圧倒されるが、エヴリンとジョナサンの援護によって倒すことに成功する。
エヴリン・カナハン（Evelyn Carnahan）
演 - レイチェル・ワイズ
カイロ博物館に勤務するイギリス人女性。母親はエジプト人のハーフ。気が強く、好奇心や冒険心が旺盛で、時にはしたたかさも見せるが、そそっかしい部分もある。また、責任感も強く、イムホテップを復活してしまった時は、一人になっても解決しようとした。博物館での資料発見をきっかけにハムナプトラ探索へと乗り出す。“死者の書”を解読し、事件の幕上げ役となる。その後は事態の収拾の為に“アムン・ラーの書”を見つけることを決意するも、イムホテップにアナクスナムンを復活する為の生け贄に選ばれてしまうが、終盤ではリックとジョナサンに救われる。その後は間接的にイムホテップを倒す貢献をした。
ジョナサン・カナハン（Jonathan Carnahan）
演 - ジョン・ハナー
エヴリンの兄。風来坊で根っからの遊び人でもあるお調子者な三枚目。性格は善良で正義感は強くて妹想いだが、常に金儲けが頭にあり、ハムナプトラ探索への協力も宝が目当てである。ペテン師だけあって機転が利き、射撃の心得もある。この他にも、酒を飲みながら敵を射殺したり、イムホテップに洗脳された奴隷たちに襲われそうになった際は、咄嗟に自分も奴隷を演じることで難を逃れるなど行動力と精神力は凄まじい。最後の戦いでは、アムン・ラーの書を解読しようとするが間違えてミイラ衛兵を呼び出す呪文を唱えてしまい、逆にリックを窮地に追い込んでしまうが、エヴリンの力を借りて何とか解読してミイラ衛兵に命令してアナクスナムンの殺害に成功し、リックとエヴリンを危機から救う。ハムナプトラ脱出の際にうっかりアムン・ラーの書を落としてしまうが無事脱出する。
イムホテップ（Imhotep）
演 - アーノルド・ヴォスルー
約3000年前の大神官。セティ1世の愛人であるアナクスナムンと禁断の恋に落ちる。関係がばれた事をきっかけに彼女と共にセティ1世を殺害し、自身はアナクスナムンと自害した後に蘇らせ再び結ばれる事を約束しその場から逃亡する。その後、自害したアナクスナムンを生き返らせるため遺体と共にハムナプトラへ赴き儀式を行うが、完遂を目前にして王の兵士達に捕えられる。王の殺害、アナクスナムン自害の責任を問われた結果舌を切り落とされ、ミイラのように包帯で全身を巻かれた後に肉食のスカラベと共に石棺に入れられて、生きながら食い尽くされる「ホムダイの刑」に処され、ハムナプトラに封印された。しかし、永い時を経て“死者の書”により蘇生、復活直後こそは、干からびたミイラの姿だったものの、バーンズから眼球と舌を奪い取った後、後述の「アメリカ人グループ」の生気と水分を吸収して、徐々に生前の姿を甦らせていく。完全に元の姿に戻っていない不完全な内は聖獣の化身である猫が苦手であり、その姿を見ただけで恐怖におののき2度退却している。また、身体を自在に砂に変化させる事が可能であり、鍵穴等の狭い穴から、部屋に侵入することが出来る他、砂の中に人間を取り込みながらの移動や、取り込んだ人間の生気と水分を吸収することも可能。完全に元の姿に戻って復活をし切ると、エヴリンをアナクスナムン復活の器とした儀式の成功を画策するが、リック達に敗れて「死は始まりにすぎない」と言い残した後再び封印される。
ベニー・ガーバー（Beni Gabor）
演 - ケヴィン・J・オコナー
外国人部隊でのリックの部下。臆病者且つ間抜けな性格で憎めないところもあるが、本性は狡猾で自己中心的。3年前のハムナプトラでの戦闘で相手の圧倒的な勢力を目にしてリックを見捨てて逃走したが、生き延びてリックらと同じくハムナプトラ発掘を目指すアメリカ人グループの案内役として雇われていたところで再会する。イムホテップ復活後はその部下となるがハムナプトラに到着後、黄金を持ち逃げしようとする。イムホテップが再封印された後で誤ってハムナプトラ諸共崩す罠を起動させてしまい、リック達を見付け脱出しようとするも間に合わず一人ピラミッド内に取り残され、スカラベの大群に貪り食われるという因果応報な最期を遂げた。
アーデス・ベイ（Ardeth Bay）
演 - オデッド・フェール
太古よりハムナプトラを守護しイムホテップ復活を防いできた集団「メジャイ」の戦士。剣術の達人だが、銃の扱いにも長けている。一見堅物だが、生まれて初めて乗る飛行機に興奮するなど茶目っ気も見せる。ハムナプトラを目指すリックらを守護者として度々妨害するが、イムホテップの復活後は共に闘う。ミイラとの戦いでは、自ら足止めをするが、その後は無事生還した。
テレンス・ベイ博士（Terrence Bey）
演 -  エリック・アヴァリ
カイロ博物館館長。館内で度々トラブルを起こすエヴリンに手を焼いている。ハムナプトラへの地図を発見したエヴリンやジョナサンに対してハムナプトラは空想だと一蹴した上、直後にアクシデントで地図を燃やしてしまう。その正体はアーデスと同じ「メジャイ」の一員。完全復活を遂げたイムホテップがけしかけたゾンビの大軍にリック達と共に襲われ、自ら足止めを担うも最期はイムホテップの奴隷達に殺された。
アレン・チェンバレン博士（Allen Chamberlain）
演 -　ジョナサン・ハイド
挙動不審なエジプト学者。ハムナプトラ行きの目的は学術的調査。ハムナプトラではハピのカノプス壺を手に入れる。呪いを信じないエヴリンとは違い、ハムナプトラの呪いに注意をしており、死者の書を読み上げていたエヴリンを止めようとしたが、間に合わなかった。カイロへ逃げ帰った後は単独行動を取っていたが、リック達が発見した際には既に生気を吸収されて死亡した。その際に所持していた死者の書とカノプス壺をイムホテップに奪われている。アメリカ人グループの2人目の犠牲者となる。
アイザック・ヘンダーソン（Isaac Henderson）
演 - スティーヴン・ダンハム
財宝目当てにハムナプトラへと向かったアメリカ人グループのメンバー。金髪が特徴。ハムナプトラ行きの船でメジャイの戦士からジョナサンを救う。ハムナプトラではケベフセヌエフのカノプス壺を手に入れる。その後はカイロのホテルでエヴリンを警護していた最中にイムホテップに襲われ、生気を吸収されて死亡した。その際に所持していたカノプス壺をイムホテップに奪われている。アメリカ人グループの3人目の犠牲者となる。
デヴィッド・ダニエルズ（David Daniels）
演 - コーリイ・ジョンソン
アメリカ人グループのリーダー格。ハムナプトラ行きの船で他のメンバーと共に船上で嬉々としてメジャイとの銃撃戦を繰り広げた。ハムナプトラではドゥアムトエフのカノプス壺を手に入れる。その後はカイロでイムホテップとその奴隷たちに追われ、リックたちと車で逃げる途中、彼だけ車から振り落とされてしまう。単身となった彼は大勢の奴隷たち相手に銃で対抗するが撃ち尽くす。最期はイムホテップにカノプス壺を差し出すが、そのまま生気を吸収されて死亡した。アメリカ人グループ4人目にして最後の犠牲者となる。彼の生気を吸収したことによってイムホテップは完全な復活を果たした。
バーナード・バーンズ（Bernard Burns）
演 - タック・ワトキンス
アメリカ人グループのメンバー。丸渕の眼鏡がトレードマーク。ハムナプトラではイムセティのカノプス壺を手に入れる。その後、混乱の最中に事故で眼鏡が壊れて行動不能になったところを、イムホテップに襲われて目と舌を失うという重傷を負う。メジャイの戦士達に助けられて一旦はカイロへ逃げ帰るも、ベニーに陥れられる形でイムホテップと再度相対させられ、最期は生気を吸収されて死亡した。その際に所持していたカノプス壺をイムホテップに奪われている。アメリカ人グループの1人目の犠牲者となる。因みに生気を吸われた犠牲者は干からびたミイラのような姿になってしまう。
ガド・ハッサン（Gad Hassan）
演 - オミッド・ジャリリ
リックが投獄されていたカイロ刑務所所長。エヴリンらに対して自分に有利な条件を付けてリックを釈放し共にハムナプトラへ向かうが、発掘中にスカラベが体内に侵入し、パニックに陥った末に壁に頭を強打して命を落とす。ジョナサン曰く「ゴキブリみたいな奴だったが、酒の趣味はいい」。
ウィンストン・ハブロック（Winston Havelock）
演 -  バーナード・フォックス
リックの知人の英国空軍パイロット。戦場で死ぬ事を望む程の誇り高い兵士だが、第一次大戦終戦後カイロの酒場で怠惰と酒だけの日々を送っていた。
エヴリン奪還の為、再度ハムナプトラへと向かう事になったリック達の為に自ら飛行機を飛ばすも、イムホテップの術を前に激しい空戦を繰り広げた末、最後は墜落し本人が望んでいた“名誉ある”戦死を遂げ、骸は流砂に呑まれてしまった。
アナクスナムン（Anck Su Namun）
演 - パトリシア・ヴェラスケス
セティ1世の愛人。イムホテップと恋に落ち、セティ1世殺害後に自ら囮となって彼を逃がして自害する。程なくイムホテップが死者の書を用いて儀式を行い、復活しかけるが儀式が中断してしまい失敗する。3000年後にイムホテップの儀式により復活する。生け贄であるエヴリンに襲い掛かるも、アムン・ラーの書を解読し、ミイラ衛兵達を味方に付けたジョナサンによって殺害された。
セティ1世（Seti I）
演 - アーロン・イパール
3000年前のエジプトのファラオ。アナクスナムンに別の誰かと愛人関係にあるのか問い詰めた時、大神官イムホテップと自身の愛人アナクスナムンによって殺害された。

## 日本語吹替
| 役名                                           | 俳優                     | 日本語吹替 | 日本語吹替                            |
| 役名                                           | 俳優                     | ソフト版   | 日本テレビ版                          |
| ---------------------------------------------- | ------------------------ | ---------- | ------------------------------------- |
| リック・オコーネル                             | ブレンダン・フレイザー   | 森川智之   | 堀内賢雄                              |
| エヴリン・カナハン                             | レイチェル・ワイズ       | 石塚理恵   | 田中敦子                              |
| ジョナサン・カナハン                           | ジョン・ハナー           | 田原アルノ | 中尾隆聖                              |
| アーデス・ベイ                                 | オデッド・フェール       | 谷口節     | 大塚明夫                              |
| イムホテップ                                   | アーノルド・ヴォスルー   | 原語音声   | 原語音声                              |
| アナクスナムン                                 | パトリシア・ヴェラスケス | 原語音声   | 原語音声                              |
| ベニー                                         | ケヴィン・J・オコナー    | 檀臣幸     | 岩崎ひろし                            |
| テレンス・ベイ博士（博物館長）                 | エリック・アヴァリ       | 麦人       | 加藤精三                              |
| ウィンストン・ハブロック（英国空軍パイロット） | バーナード・フォックス   | 稲葉実     | 佐々木梅治                            |
| ガド・ハッサン（カイロ刑務所所長）             | オミッド・ジャリリ       | 辻親八     | 山野史人                              |
| チェンバレン博士（エジプト学者）               | ジョナサン・ハイド       | 納谷六朗   | 小川真司                              |
| ヘンダーソン                                   | スティーヴン・ダンハム   | 中多和宏   | 楠大典                                |
| ダニエルズ                                     | コーリイ・ジョンソン     | 小室正幸   | 山路和弘                              |
| バーンズ                                       | タック・ワトキンス       | 青山穣     | 佐久田修                              |
| セティ1世                                      | アーロン・イパール       | 原語音声   | 原語音声                              |
| 執行吏                                         | モハメド・エイフィフィ   | 星野充昭   |                                       |
| 役不明又はその他                               | N/A                      | N/A        | 雨蘭咲木子 石住昭彦 遠藤純一 川村拓央 |

- ソフト版：VHS・DVD・BD収録
  - 発売元：NBCユニバーサル・エンターテイメントジャパン。制作：東北新社、演出：伊達康将、翻訳：中村久世
- 日本テレビ版：初回放送2002年3月22日『金曜ロードショー』(21:03-23:24)。かつてU-NEXTで配信されている吹替版はこちらのバージョンであったが、現在はソフト版が使用されている。
  - 製作：コスモプロモーション、演出：蕨南勝之、翻訳：徐賀世子、効果：VOX、調整：高橋久義

## 地上波放送履歴
| 回数  | テレビ局   | 番組名             | 放送日         | 吹替版       |
| ----- | ---------- | ------------------ | -------------- | ------------ |
| 初回  | 日本テレビ | 金曜ロードショー   | 2002年3月22日  | 日本テレビ版 |
| 2回目 | テレビ朝日 | 日曜洋画劇場       | 2003年10月12日 | 日本テレビ版 |
| 3回目 | 日本テレビ | 金曜ロードショー   | 2005年1月7日   | 日本テレビ版 |
| 4回目 | テレビ朝日 | 日曜洋画劇場       | 2006年2月26日  | 日本テレビ版 |
| 5回目 | フジテレビ | 土曜プレミアム     | 2008年1月26日  | 日本テレビ版 |
| 6回目 | テレビ東京 | 午後のロードショー | 2009年12月2日  | 日本テレビ版 |
| 7回目 | TBS        | 水曜プレミアシネマ | 2012年4月25日  | 日本テレビ版 |

## 製作

### 企画
1992年、プロデューサーのジェームズ・ジャックスとショーン・ダニエルが、『ミイラ再生』のリメイク作品を製作することを企画した。ユニバーサル・ピクチャーズは企画を承認したが、製作費は1,000万ドルしか認められなかった。ジャックスは、ユニバーサルが「本質的に低予算のホラー・フランチャイズを望んでいた」と述べている。二人はホラー小説作家で映画監督のクライヴ・バーカーに監督を打診し、バーカーはミイラを復活させようとする美術館館長の周辺で巻き起こる物語を暴力的に描く構想を練った。ジャックスは、バーカーの構想を「ダーク、性的、神秘的」で、「素晴らしい低予算映画」になると述べた。しかし、バーカーとユニバーサルは数度の企画会議を経て興味を失い、バーカーは企画を離れた。
新しい監督としてジョー・ダンテが候補に挙がり、ダニエル・デイ＝ルイスのアイディアを脚本に盛り込んだ。アラン・オームスビーが原案、ジョン・セイルズが修正した脚本では、現代を舞台にミイラの転生を通して恋愛要素に重点を置いたものになった。この時点で、肉食のスカラベなどの要素が脚本に盛り込まれていた。しかし、この時点でユニバーサルは1,500万ドルの製作費を上限にしたため、高額な製作費が必要になるダンテの脚本を却下した。
ダンテが降板した後、ジョージ・A・ロメロが『ナイト・オブ・ザ・リビングデッド』と同様のゾンビ・スタイルの企画を持ち込んだが、その脚本は「悲劇的なロマンスとアイデンティティの葛藤」に大きく依存する内容だった。1994年10月にロメロはオームスビー、セイルズと共同で、「女性考古学者ヘレン・グローヴァーがアビドスでラムセス2世時代の神官イムホテップの墓を発見する」という脚本を完成させた。アメリカの研究施設に運び込まれたイムホテップのミイラは、MRIスキャンを浴びたため目覚めてしまい、現代社会に適応しようとする。ヘレンはイムホテップとの関係に引き込まれ、イムホテップは呪文を使い美術館に眠る臣下カーリスを復活させる。しかし、復活したカーリスは地下水道から逃げ出し、墓を暴いた人間を殺し回るようになる。この脚本は、あまりにも暴力的で暗い内容だったため、ジャックスとユニバーサルは難色を示し、また、ロメロもMGMと別の映画を製作することになったため降板してしまう。
ロメロの後にミック・ギャリスが脚本を依頼されたが、彼はすぐに製作から離れてしまい、監督を打診されたウェス・クレイヴンも辞退した。1997年にスティーヴン・ソマーズがジャックスとダニエルに呼ばれ、彼はインディ・ジョーンズ シリーズや『アルゴ探検隊の大冒険』のような冒険映画にすることを提案した。ソマーズは8歳の時に『ミイラ再生』を見ており、彼は自分の好きな映画をより大きなスケールで映画化することを望んでいた。また、彼は1993年以来ミイラ映画を作ることを望んでおり、18ページの企画書を作成してユニバーサルにプレゼンした。当時、ユニバーサルは『ベイブ/都会へ行く』が興行的に失敗したことで対応が変化し、1930年代に成功した作品のリメイクに前向きになっていたためソマーズの企画を承認し、製作費を1,500万ドルから8,000万ドルに増額した。

### キャスティング
主役のリック・オコーネルにはトム・クルーズ、ブラッド・ピット、マット・デイモン、ベン・アフレックなどが検討されたが、全員が脚本に興味を持たず、スケジュールの都合を合わせることができなかった。ジャックスとソマーズは、『ジャングル・ジョージ』で主演を務めたブレンダン・フレイザーの演技に感銘を受け、ソマーズは彼がオコーネルのキャラクターに完全に一致していると感じた。ヒロインのエヴリン・カナハン役にはレイチェル・ワイズが起用された。彼女はホラー映画のファンではないが、『ハムナプトラ』はそれとは異なると考えていた。彼女は後のインタビューで「この映画は漫画のような世界です」と語っている。悪役であるイムホテップ役にはアーノルド・ヴォスルーが起用されている。ヴォスルーは映画について、「イムホテップの視点から見ると、この映画は歪んだ『ロミオとジュリエット』になる」と述べている。

### 撮影
1998年5月4日にモロッコ・マラケシュで17週間撮影が行われた。その後、サハラ砂漠のエルファードでの撮影を経て8月29日にモロッコでの撮影が終了し、イギリスに異動した。サハラ砂漠での撮影では脱水症状を避けるため、医療チームがキャスト・スタッフのために2時間おきに飲む飲料水を作った。また、撮影は砂嵐やヘビ、クモ、サソリに悩まされ、噛まれた多くのスタッフは現場を離れることになった。撮影がモロッコで行われたのは、政情不安でエジプトでの撮影が不可能だったためである。
フレイザーは、刑務所で絞首刑が執行されるシーンで実際に死にかけている。ワイズはこの出来事について、「彼の呼吸は停止し、蘇生する必要があった」と語っている。撮影にはモロッコ王立軍が協力しており、キャスト・スタッフには誘拐された場合に備えて保険が掛けられていたが、ソマーズは撮影が終了するまで、そのことを伝えずにいた。
プロダクションデザイナーのアラン・キャメロンは、エルファードの近くで休火山を発見し、その側にハムナプトラのセットを作った。ソマーズは「火山の中に隠された都市は外からは絶対に見えない。これは完璧な意味合いを持っていました」と述べている。スタッフは火山の調査を行った後、スタジオに戻り火山や建物の模型を作り撮影のシミュレーションを行った。また、ハムナプトラの地下室の撮影はロンドンのシェパートン・スタジオで撮影された。イギリスのチャタム工廠では、ギーザ港のシーンを撮影するためのセットが作られた。

### 特殊効果
特殊効果を担当したインダストリアル・ライト&マジックによると、製作費のうち1,500万ドルが特殊効果のために使用されたという。ソマーズは、過去のミイラ映画との比較を避けるために、新しいスタイルの映画を作ることを望んでいた。視覚効果スーパーバイザーのジョン・アンドリュー・バートン・ジュニアは、撮影開始の3か月前から特殊効果の製作を開始した。彼はモーションキャプチャを使用して「人間に迫る現実的なミイラ」を作り出した。バートン・ジュニアは、ヴォスルーと他のキャストの共演シーンを撮影した後、ヴォスルーを除いたキャストだけで同じシーンを撮り直してCGを違和感なく合成させた。また、イナゴの大群が現れるシーンは、本物のイナゴ数匹をCGでコピーして合成している。

## 評価

### 批評
Rotten Tomatoesには85件のレビューが寄せられ、支持率58%、平均評価5.8/10となっている。Metacriticでは34件のレビューが寄せられ、48/100点の評価となっている。
ロジャー・イーバートは四つ星満点中三ツ星を与え、「私は脚本や演出には何も言えないが、映画には退屈しなかったことは言える」と批評した。オーウェン・グレイバーマンは「B-」の評価を与え、「この映画はあなたを震え上がらせようとする」と述べている。サンフランシスコ・クロニクルのボブ・グラハムは、演出だけではなく特殊効果を高く評価している。ヴ
ニューヨーク・タイムズのスティーヴン・ホールデンは、「この映画は、スクリーンに飛びつく派手なビデオゲーム以上のものにはならない。漫画のようなキャラクター、辻褄の合わない脚本、派手だがチープな特殊効果を用いている。『ナイト・オブ・ザ・リビングデッド』の恐怖感を取り除いたエジプトのハロウィン・パーティーだ」と酷評した。The Austin ChronicleとDallas Observerはキャストの優れた演技と特殊効果があったにもかかわらず、映画にまとまりが欠けていたと指摘した。一方で、Jump Cutは特殊効果が映画に不利益を与えたと主張している。英国映画協会のキム・ニューマンは、クラシックな雰囲気を作り出す代わりに特殊効果に多くの割合を割いているため『ミイラ再生』よりも劣っていると述べている。USAトゥデイは四つ星満点中二つ星を与え、「ステレオタイプから抜け出していない」と批評した。

### 受賞・ノミネート
| 賞                           | 部門                         | 対象                                                                                                 | 結果       |
| ---------------------------- | ---------------------------- | --- | ---------- |
| 第72回アカデミー賞           | 録音賞                       | レスリー・シャッツ、クリス・カーペンター、リック・クライン、クリス・ムンロ                           | ノミネート |
| MTVムービー・アワード        | 最優秀アクション・シーン賞   | ハムナプトラ/失われた砂漠の都                                                                        | ノミネート |
| BMI フィルム・アワード       | 音楽賞                       | ジェリー・ゴールドスミス                                                                             | 受賞       |
| サターン賞                   | 音楽賞                       | ジェリー・ゴールドスミス                                                                             | ノミネート |
| サターン賞                   | ファンタジー映画賞           | ハムナプトラ/失われた砂漠の都                                                                        | ノミネート |
| サターン賞                   | 監督賞                       | スティーヴン・ソマーズ                                                                               | ノミネート |
| サターン賞                   | 脚本賞                       | スティーヴン・ソマーズ                                                                               | ノミネート |
| サターン賞                   | 主演男優賞                   | ブレンダン・フレイザー                                                                               | ノミネート |
| サターン賞                   | 主演女優賞                   | レイチェル・ワイズ                                                                                   | ノミネート |
| サターン賞                   | 衣装デザイン賞               | ジョン・ブルームフィールド                                                                           | ノミネート |
| サターン賞                   | メイクアップ賞               | ニック・ダッドマン、アイリーン・シートン                                                             | 受賞       |
| サターン賞                   | 特殊効果賞                   | ジョン・アンドリュー・バートン・ジュニア、ダニエル・ジャンネッテ、ベン・スノウ、クリス・コーボールド | ノミネート |
| 英国アカデミー賞             | 特殊効果賞                   | ジョン・アンドリュー・バートン・ジュニア、ダニエル・ジャンネッテ、ベン・スノウ、クリス・コーボールド | ノミネート |
| サテライト賞                 | 特殊効果賞                   | ジョン・アンドリュー・バートン・ジュニア、ダニエル・ジャンネッテ、ベン・スノウ、クリス・コーボールド | ノミネート |
| シエラ賞                     | 特殊効果賞                   | ジョン・アンドリュー・バートン・ジュニア、ダニエル・ジャンネッテ、ベン・スノウ、クリス・コーボールド | ノミネート |
| ブロックバスター・アワード   | アクション俳優賞             | ブレンダン・フレイザー                                                                               | ノミネート |
| ブロックバスター・アワード   | アクション女優賞             | レイチェル・ワイズ                                                                                   | ノミネート |
| ブロックバスター・アワード   | アクション助演男優賞         | ジョン・ハナー                                                                                       | ノミネート |
| ブロックバスター・アワード   | 悪役賞                       | アーノルド・ヴォスルー                                                                               | ノミネート |
| ゴールデン・リール・アワード | ベスト・サウンド・エディター | レスリー・シャッツ、ジョナサン・クライン、リチャード・バートン、トム・ブレナン、マイク・パパス       | ノミネート |

## シリーズ化
本作の高い興行収入を受け、シリーズ化が行われた。2001年に続編『ハムナプトラ2/黄金のピラミッド』が公開され、夫婦となったリックとエヴリンに息子のアレックスが加わり、復活したイムホテップやスコーピオン・キングと三つ巴の戦いを描いている。また、TVアニメシリーズ『ハムナプトラ（原題：The Mummy: The Animated Series）』が製作され、2002年にはスコーピオン・キングを主人公にしたスピンオフ映画『スコーピオン・キング』が公開された。2008年には中国を舞台にした『ハムナプトラ3 呪われた皇帝の秘宝』が公開されたが、ワイズが降板したためエヴリン役がマリア・ベロに交代している。同年に『スコーピオン・キング2』が製作されたが、これらの作品は批評家からは酷評されている。
2000年にはコナミとヴィヴェンディ・ユニバーサルゲームズからPlayStation・パソコンゲーム専用のゲームが発売された。また、2004年にはユニバーサル・スタジオ・ハリウッド、ユニバーサル・スタジオ・フロリダ、ユニバーサル・スタジオ・シンガポールに本作をテーマにしたアトラクション「リベンジ・オブ・ザ・マミー（リベンジ・オブ・ザ・マミー）」がオープンした。